# Ian N. Wood
Ian N. Wood, (né le 9 mars 1950) est un spécialiste britannique de l'histoire du haut Moyen Âge et professeur à l'Université de Leeds, spécialisé dans l'histoire de la dynastie mérovingienne et les efforts missionnaires sur le continent européen. Patrick J. Geary le qualifie de « principal historien britannique de la Francie ».

## Biographie
Wood obtient son BA (avec mention très bien) en 1972, sa maîtrise en 1974 et son doctorat sur Avitus de Vienne en 1980 au Corpus Christi College d'Oxford.
Wood enseigne à l’université de Leeds à partir de 1976. Il devient professeur d'histoire du début du Moyen Âge en 1995, la même année où il prononce la conférence Jarrow. Il prend sa retraite de l’enseignement en 2015.
Il est l’auteur de plusieurs monographies et recueils édités ainsi que d’environ deux cents articles scientifiques. Sa première monographie, The Merovingian Kingdoms (450-751), est reconnue comme novatrice.
En juillet 2019, Wood est élu membre de la British Academy (FBA), l'académie nationale des sciences humaines et sociales du Royaume-Uni. Un Festschrift en son honneur est publié en 2021.

## Publications
- The Merovingian Kingdoms(450-751) (Londres, 1994)[6],[7],[8]
- Gregory of Tours  (Bangor, 1994)
- The Missionary Life (Londres, 2001)[9]
- Avitus of Vienne: Letters and Selected Prose (Liverpool, 2002, avec Danuta Shanzer)
- Fragments of History: Rethinking the Ruthwell and Bewcastle Monuments (Manchester, 2007, avec Fred Orton et Clare Lees)[10]
- The Modern Origins of the Early Middle Ages (Oxford, 2013)
- Abbots of Wearmouth and Jarrow (Oxford, 2013, avec Chris Grocock)